# WASP-1b
WASP-1b is een exoplaneet die draait om WASP-1. Ze is 1239 lichtjaar van ons vandaan in het sterrenbeeld Andromeda. Ze was ontdekt op 25 september 2006 in Zuid-Afrika en Frankrijk.